# Dániel Ligeti
Dániel Ligeti (ur. 31 lipca 1989) – węgierski zapaśnik walczący w stylu wolnym. Trzykrotny olimpijczyk. Dwunasty w Londynie 2012 w wadze 120 kg; siódmy w Rio de Janeiro 2016 w kategorii 125 kg i Paryżu 2024 w kategorii do 125 kg.
Piąty na mistrzostwach świata w 2010 i 2023 roku. 
Zdobył pięć medali na mistrzostwach Europy w latach 2011 - 2023. Siódmy na igrzyskach europejskich w 2015 i siódmy w 2019. Trzeci na akademickich MŚ w 2010. Pierwszy w Pucharze Świata w 2011. Drugi na ME juniorów w 2008 roku.
Mistrz Węgier, w latach 2010, 2012, 2013, 2015 i 2016, w 2015 roku, dodatkowo w stylu klasycznym. 
- Turniej w Londynie 2012

Przegrał z Aleksiejem Szemarowem z Białorusi.
- Turniej w Rio de Janeiro 2016

Wygrał z Florianem Temengilem z Palau, a przegrał z Lewanem Berianidze z Armenii.